# The Listening Sessions
The Listening Sessions — первый концертный тур американской певицы Арианы Гранде в поддержку её первого студийного альбома Yours Truly, который вышел 3 сентября 2013 года. Было дано 11 концертов в Северной Америке, общая прибыль тура составила $800,000. Тур должен был продолжится после выхода альбома Yours Truly, но этого не случилось из-за участия Гранде в съемках сериала «Сэм и Кэт» и записи её второго альбома My Everything.

## Подготовка
15 июля 2013 года Гранде сообщила о том, что намерена отправится в свой первый концертный тур в августе того же года. Певица выбрала название для тура The Listening Sessions, потому что собиралась давать концерты только на небольших площадках, чтобы быть ближе к поклонникам. На выступлениях можно было услышать песни из альбома Yours Truly до его релиза.

## Сет-лист
1. «Baby I»
2. «Lovin' It»
3. «You’ll Never Know»
4. «Honeymoon Avenue»
5. «Tattooed Heart»
6. «Better Left Unsaid»
7. «Daydreamin»
8. «Almost Is Never Enough»
9. «Piano»
10. «Right There»
11. «The Way»

- Во время выступления в Торонто (27 августа 2013) Гранде исполнила «Almost Is Never Enough» с Нейтаном Сайксом.
- На концерте в Лос-Анджелесе (9 сентября 2013) Гранде исполнила «Right There» с Биг Шоном и «The Way» с Маком Миллером[2].

## Концерты
| Дата             | Город            | Страна           | Место проведения           |
| Северная Америка | Северная Америка | Северная Америка | Северная Америка           |
| ---------------- | ---------------- | ---------------- | -------------------------- |
| 13 августа 2013  | Сильвер-Спринг   | США              | The Fillmore Silver Spring |
| 14 августа 2013  | Нью-Йорк         | США              | Best Buy Theater           |
| 16 августа 2013  | Филадельфия      | США              | Electric Factory           |
| 17 августа 2013  | Ред-Банк         | США              | Count Basie Theatre        |
| 18 августа 2013  | Лоуэлл           | США              | Lowell Memorial Auditorium |
| 27 августа 2013  | Торонто          | Канада           | Sound Academy              |
| 28 августа 2013  | Ройал-Ок         | США              | Royal Oak Music Theatre    |
| 29 августа 2013  | Розмонт          | США              | Rosemont Theatre           |
| 31 августа 2013  | Канзас-Сити      | США              | Midland Theatre            |
| 9 сентября 2013  | Лос-Анджелес     | США              | Club Nokia                 |
| 22 сентября 2013 | Нью-Олбани       | США              | New Albany Classic         |